# Bozó (jogo)
Bozó é um jogo de dados, estratégico que mescla sorte com raciocínio lógico. Embora suas regras sejam complexas, seu mecanismo é direto e simples. Os jogadores devem habilmente planejar seus lançamentos, criar estratégias e ponderar as probabilidades das faces do dado para escolher os melhores alcançados, aumentando suas chances de vitória.
O jogo é composto por 5 dados D6, 1 copo de couro, tabela e caneta (para anotar a pontuação). O número de participantes varia de 2 a 6 pessoas e o objetivo do jogo é alcançar a maior pontuação. A maior pontuação vence. Além de jogar individualmente, o jogador pode optar por formar duplas ou trios. O jogo deve correr no sentido horário.

## Origem
O Bozó é um jogo de dados de origem desconhecida, contudo é popularmente difundido nos estados de Mato Grosso e Mato Grosso do Sul.

## Regras
Ao iniciar o jogo, o jogador deverá colocar todos os dados dentro do copo, chacoalhá-lo e lançá-lo com a boca para baixo de maneira que os dados não escapem de dentro do copo. Ao levantar o copo é preciso verificar se os dados se encontram uns em cima dos outros. Caso isso aconteça, será preciso lançá-los novamente até que se encontrem todos sobre a superfície em que foram lançados. Cada jogador possui 3 tentativas. Em cada tentativa o jogador terá a opção de escolher qual combinação trará maior pontuação para si. São 10 possibilidades de jogo.

## Como pontuar
| Nome     |                                                                     | Pontuação |
| -------- | ------------------------------------------------------------------- | --------- |
| Ás       | Soma dos dados com lado do dado com 1 ponto                         | 1 à 5     |
| Duque    | Soma dos dados com lado do dado com 2 pontos                        | 2 à 10    |
| Terno    | Soma dos dados com lado do dado com 3 pontos                        | 3 à 15    |
| Quadra   | Soma dos dados com lado do dado com 4 pontos                        | 4 à 20    |
| Quina    | Soma dos dados com lado do dado com 5 pontos                        | 5 à 25    |
| Sena     | Soma dos dados com lado do dado com 6 pontos                        | 6 à 30    |
| Fu       | Dois dados de um mesmo tipo + 3 lados de um mesmo tipo              | 20        |
| Seguida  | Cada dado com um lado diferente - sequencial (de 1 a 5 ou de 2 a 6) | 30        |
| Quadrada | Quatro dados com o mesmo lado + um dado com lado diferente          | 40        |
| General  | Todos os dados com o mesmo lado                                     | 50        |

## Possibilidades Metodológicas do Bozó na Educação
O Bozó representa também uma valiosa ferramenta pedagógica, promovendo o aprendizado da matemática de maneira mais envolvente. O jogo estimula os alunos a se tornarem participantes ativos na construção do conhecimento matemático. Ademais, sua aplicação contribui para dinamizar as aulas, tornando a aprendizagem mais significativa. É crucial ressaltar que a utilização do jogo deve ser feita de maneira significativa, integrando-se aos processos de aprendizagem. Dessa forma, os alunos têm a chance de compreender a matemática de uma forma mais divertida. Além da aplicação nas aulas de matemática, também já foi desenvolvido por alunos de licenciatura em Ciências Biológicas o chamado "Bozó Genético", uma versão do jogo no intuito de ensinar a replicação do DNA.

## Ligações Externas
Vídeo ensinando como jogar Bozó